# Maison Tacheron
La maison Tacheron est un bâtiment situé au 8 de la Grand-Rue de la ville vaudoise de Moudon, en Suisse.

## Histoire
La maison, mentionnée dès le XIIIe siècle comme rural appartenant à la famille de la Roche, est achetée par Pierre Tacheron, personnalité politique locale, en 1554 ; son propriétaire, puis son fils après lui et ses descendants, y font d'importants travaux de maintenance et de rénovation jusqu'en 1778, date à laquelle Abram-Daniel Tacheron la vend à Georges Laurent. Elle passa ensuite entre plusieurs mains et prit son apparence actuelle en deux corps d'habitation en 1869.
Le bâtiment est inscrit comme bien culturel suisse d'importance nationale.